# 徐沛
徐沛（1966年3月22日—），生於中國四川省甘孜藏族自治州康定市，汉族，女诗人、作家、人权活动家、法轮功修炼者。1988年起旅居德国，2004年申请加入德國國籍，现居科隆。擅长德文诗作，以中、德文发表论文、演讲、评论，并出现在电台节目、电视节目以及互联网上。她曾与大赦国际及受威胁群体协会等机构合作参与人权活动。

## 生平
生于四川省甘孜藏族自治州首府康定，家有三個兄長和一個弟弟。因为藏区的气候及生活条件不好，幼年時被送到成都寄养，直到8岁时父母調到雅安，才把她接回身邊。1983年，考取四川外语学院德语系，于1987年毕业，毕业后在四川乐山擔任德语导游。
1988年，前往德國留学，就读杜塞尔朵夫海涅大学哲学系，主攻德國文學、语言学、哲学。1989年，中國發生六四事件，徐沛受到事件影響，开始在德國发表文學作品，包括诗作、散文等等，也開始公開演講，投入人權運動。1992年获硕士学位；1993年发表第一本德文诗集《公爵日日騎馬外出》；1996年获博士学位 。
2001年，在中國深圳结识一对老年法轮功学员夫妇，2002年1月回德国後开始修炼法轮功。受其個人信仰啟發，她認為认为真的诗人必然「明白天意、听从天命、揭示真相、呵护善良、抵制邪恶」，称自己要履行诗人职责。
2004年，加入德國國籍。

## 文学创作

### 作品
1997年发表德文论文《德国浪漫诗歌中的女人形象》（ISBN 3-928234-57-9），  2013年发表德文小说《红楼琵琶行》（ISBN 978-3-95445-015-2）。徐沛的汉语诗文则散见于海外华人刊物《莱茵通信》、《黄花岗》、《欧华导报》、《北京之春》、《新纪元》、《新天地》等。 2012年发表中文论文《无耻的洋人》。
我冲上跑道

慰藉我对远方的向往

在异乡

我打莲花坐

| 时间   | 德文名                        | 中文名               | ISBN                   | 说明                                                                   |
| ------ | ----------------------------- | -------------------- | ---------------------- | ---------------------------------------------------------------------- |
| 1993年 | Täglich reitet der Herzog aus | 《公爵日日骑马外出》 | ISBN 3-928234-10-2     | 插图出自时任德国杜塞尔朵夫美院院长的艺术家吕沛兹                       |
| 2001年 | Lotusfüße                     | 《金莲》             | ISBN 3-933749-43-3     | 插图出自德国艺术家格奥尔格·巴泽利茨                                    |
| 2002年 | Affenkönig                    | 《悟空》             | -                      | 与德国艺术家印门朵夫合作的诗画集，仅印48本，每本成本约6500欧元，精品。 |
| 2003年 | Schneefrau                    | 《雪女》             | ISBN 3-89978-005-1     | 插图出自丹麦艺术家柯比沛                                               |
| 2008年 | Himmelsauge                   | 《天目》             | ISBN 978-3-934268-55-5 | 插图出自旅澳洲艺术家章翠英                                             |

### 评价与荣誉
- 榮獲1991年杜塞尔朵夫文学创作奖，1993年北威州文化部文学创作奖，1994-1996年艾伯特基金会（英语：Friedrich_Ebert_Foundation）博士奖学金，1999/2000年绿堡市海涅文学创作奖[16]。
- 2011年德国汉学家顾彬接受采访时谈到，徐沛诗写得很好，其艺术作品值得关注；认为她与其他海外中国作家主要写中国话题不同，不把自己束缚在中国话题上；例如在诗文集《金莲》中，她以脚和鞋为主题来表现女性的困境[17]。

## 人权活动
六四事件后，徐沛致力于在电台、电视、和网络以中、德文发表人權方面的论文、演说和评论。并曾与大赦国际及受威胁群体协会等國際人权團體合作推行人權運動。
- 2005年，胡锦涛访问德国时她曾到北威州首府杜塞尔多夫象徵式對胡锦涛隔空提問[11]，並发表德文演讲《德国历史上的白玫瑰现在盛开在中国》[18]。
- 2008年
  - 在科隆参加针对北京奥运的群众大会，“呼吁：金牌授予人权[3]！”。
  - 在张丹红事件發生時參與批评德国之声中文组的张丹红亲共，称其用流利的德语讲出中宣部的论调，正如德國社會民主党议员Dieter Wiefelspütz（德语：Dieter Wiefelspütz）所形容的“独一无二的灾难”[18][19][20]，譴責張丹紅在中共系統性活摘法輪功學員器官正發生時還美化中共[21]。
- 2009年
  - 为抗议中国成为法兰克福书展主宾国而把自己关在笼子里[7]。
  - 不莱梅的欧洲议会议员、文化委员会副主席特吕普尔女士邀请徐沛共同举办“纪念六四”的讨论会，讨论中国的政治现实和人权状况问题[9]。